# Gouvernement Kallio III
République de Finlande
Mantere  Svinhufvud II 
Le gouvernement Kallio III (en finnois : Kallion III hallitus) est le 17ème  gouvernement de la République de Finlande.
Le gouvernement a siégé 323 jours du 16 août 1929 au 4 juillet 1930.

## Composition
Les ministres du gouvernement sont les suivants:
| Titre                                          | Ministre              | Période   | Période   | Parti | Parti          |
| ---------------------------------------------- | --------------------- | --------- | --------- | ----- | -------------- |
| Premier ministre                               | Kyösti Kallio         | 16.8.1929 | 4.7.1930  |       | Parti agrarien |
| Ministre des Affaires étrangères               | Hjalmar J. Procopé    | 16.8.1929 | 4.7.1930  |       | Indépendant    |
| Ministre de la Justice                         | Elieser Kaila         | 16.8.1929 | 4.7.1930  |       | Parti agrarien |
| Ministre de l'Intérieur                        | Arvo Linturi          | 16.8.1929 | 4.7.1930  |       | Indépendant    |
| Ministre de la Défense                         | Juho Niukkanen        | 16.8.1929 | 4.7.1930  |       | Parti agrarien |
| Ministre des Finances                          | Tyko Reinikka         | 16.8.1929 | 4.7.1930  |       | Parti agrarien |
| Ministre de l'Éducation                        | Antti Kukkonen        | 16.8.1929 | 4.7.1930  |       | Parti agrarien |
| Ministre de l'Agriculture                      | Kaarle Ellilä         | 16.8.1929 | 4.7.1930  |       | Parti agrarien |
| Vice-ministre de l'Agriculture                 | Antti Junes           | 16.8.1929 | 4.7.1930  |       | Parti agrarien |
| Ministre des transports et des travaux publics | Jalo Lahdensuo        | 16.8.1929 | 4.7.1930  |       | Parti agrarien |
| Ministre du commerce et de l'industrie         | Pekka Ville Heikkinen | 16.8.1929 | 4.7.1930  |       | Edistyspuolue  |
| Ministre des Affaires sociales                 | Herman Paavilainen    | 27.8.1929 | 4.7.1930  |       | Indépendant    |
| Vice-ministre des Affaires sociales            | Juhani Leppälä        | 27.8.1929 | 4.7.1930  |       | Parti agrarien |
| Ministre sans portefeuille                     | Juhani Leppälä        | 16.8.1929 | 27.8.1929 |       | Parti agrarien |